# Péter
A Péter férfinév a görög Petrosz név latin Petrus alakjából származik. A Bibliában Péter apostol neve Kéfa, Kéfás, ennek görög fordítása a Petrosz, ami a szintén görög petra szóból ered, ami sziklát jelent. Női párja: Petra.

## Rokon nevek
- Pető:[1] a Péter régi magyar becenevéből önállósult.[2]
- Petres:[1] a Péter régi magyar becenevéből önállósult.[2]
- Petur:[1] a Petúr alakváltozata.[2]
- Petúr:[1] a Péter név régi, nyelvjárásbeli Pétör változatát a középkorban Peturnak írták, ennek a 18-19. századi téves olvasatából származik a Petúr név,[2] amit Katona József terjesztett végül el.[3]

## Gyakorisága
Az 1990-es években a Péter igen gyakori, a Pető, Petres, Petur és Petúr szórványos név volt, a 2000-es években a Péter az 5-10. leggyakoribb férfinév, a többi nem szerepel az első százban.

## Névnapok
Péter, Pető, Petres
| - január 25. - január 28. - január 31. - február 21. - február 22. - február 23. - április 27. | - április 29. - május 8. - június 2. - június 16. - június 29. - augusztus 1. - szeptember 9. | - október 19. - november 16. - november 18. - november 26. - december 4. - december 9. - december 21. |

Petur, Petúr
- március 17.

## Idegen nyelvi változatai
| - angol: Peter - bolgár: Петър (Petar, Petür) - breton: Pêr - cseh: Petr - dán: Peter, Per, Peder - eszperantó: Petro - finn: Pietari, Pekka, Petri, Petteri - francia: Pierre - görög: Petrosz - holland: Peter, Pieter, Piet - ír: Peadar - izlandi: Pétur - japán: ペーター (Pētā), ペトロ (Petoro), ペトロス (Petoroszu), ピーター (Pītā) | - lengyel: Piotr - lett: Peteris - német: Peter - norvég: Peter, Petter, Peder - olasz: Pietro - orosz: Пётр (Pjotr) - portugál: Pedro - román: Petru, Petre - spanyol: Pedro - svéd: Peter - walesi: Pedr |

## Híres Péterek
„Péter” utónevű személyek szócikkeinek listája a Wikidata alapján